# Евлогије Едески
Евлогије Едески († 23. априла 387, Едеса) је епископ града Едесе (379-387), хришћански светитељ, поштован у лику исповедника. 
Његов спомен се у православној цркви празнује 25. августа заједно са Светим исповедницима едеским.

## Биографија
Житије светог исповедника Евлогија је објављено у Теодоритовој црквеној историји и Сиријској хроници из 6. века.
По налогу аријанског цара Валенса, у Едесу је постављен за епископа аријанац Лупус уместо светог Варсиса, који је протеран 373. године. Грађани, присталице Никејског символа вере, под вођством Евлогија, који је тада био свештеник, почели су да се окупљају на службе ван града. По наређењу цара, који је стигао у Едесу 375. године, покушано је да се растера маса, што се завршило хапшењем и прогонством 80 људи, међу којима је био и Евлогије:
Цар је протерао Евлогија, који је био супериорнији од свих осталих, и Протогена, другог иза њега, у тебански град Антиноја.
У изгнанству, Евлогије је нашао заједницу православних хришћана на челу са епископом. Према Теодориту, он се „затворио у келију, даноноћно је молио Бога“. У граду је било много незнабожаца и Протоген, нашавши оне који су били вољни да се крсте, довео их је код Јевсевија „и, покуцавши на врата, замоли га да отвори и стави печат Господњи на ухваћеног“.
После Валенсове погибије у бици са Визиготима код Хадријанопоља, Теодосије I постаје цар и 379. године Јевсевије и Протоген се враћају у Едесу. Едески епископ Варсис је умро у изгнанству у марту 378. и на његово место је изабран Јевсевије. Хиротонију је извршио Јевсевије Самосатски. Године 379. Јевсевије је учествовао на Антиохијском помесном сабору. Јевсевије је 381. године учествовао на Другом васељенском сабору у Цариграду. Јевсевије је умро 387. године. Према Сиријској хроници, смрт се догодила на Велики петак, 23. априла те године.